# Schlomo Eljaschiw

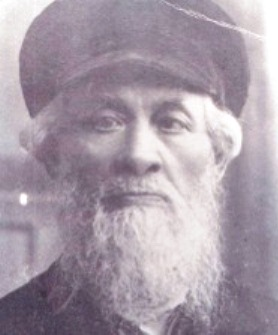
Schlomo Eljaschiw

Schlomo Eljaschiw (hebr. שלמה בן חיים חייקל אלישיב; erwähnt auch unter den Namen Shlomo Elyashiv oder Shlomo Eliashoff; * 5. Januar 1841 / 12. Tevet 5602; † 13. März 1926 / 27. Adar 5676), Sohn des Rabbi Chaim Chaikl Eliashoff, war ein Kabbalist im litauischen Šiauliai.
Sein bekanntestes Werk ist das in den vier Teilen Drushei Olam HaTohu (Sefer HaDei'ah) - Hakdamot u’She’arim (HaKadosh) - Sha’arei Leshem Shevo V’Achlama, Sefer HaBeiurim - Sha’arei Leshem Shevo V’Achlama, Sefer HaKlallim veröffentlichte Leshem Shevo V’Achlama.
Begraben wurde Schlomo Eljaschiw auf dem Jüdischen Friedhof am Ölberg.
Schlomo Eljaschiw ist der Großvater von Joseph Schalom Elyashiv.